# 狭穗八宝
狭穗八宝（学名：Hylotelephium angustum）又称狭穗景天、狮儿草，为景天科八宝属的植物，为中国的特有植物。分布在中国大陆的湖北、四川、青海、云南、陕西、山西、甘肃等地，生长于海拔1,850米至3,500米的地区，一般生长在山坡、沟边灌丛中、疏林中和石上，目前尚未由人工引种栽培。